# Yding Skovhøj
55°59′33″N 9°47′45″Ø / 55.99250°N 9.79583°Ø
Yding Skovhøj er et af Danmarks højeste punkter beliggende sydvest for Skanderborg, syd for Mossø.
Højen er 172,54 m.o.h., hvis man medregner en bronzealderhøj bygget på toppen af bakken. Når man ser bort fra den menneskeskabte gravhøj, er højen 170,77 m, hvilket er 9 cm lavere end Danmarks højeste naturlige punkt, Møllehøj med 170,86 m, mens Ejer Bavnehøj er Danmark tredjehøjeste naturlige punkt med 170,35 m.
Højen er placeret i Yding Skov (heraf navnet) i den nordlige del af Horsens Kommune i Østjylland. Indtil kommunalreformen i 2007 lå højen i Gedved Kommune.
Der er tale om den midterste af tre gravhøje. De to andre gravhøje er en anelse lavere: Den østlige gravhøj er 171,73 m og den vestlige er 171,41 m.